# Psychotria
Psychotria é um gênero de plantas com flores na família Rubiaceae. Contém 1 582 espécies e, portanto, é um dos maiores gêneros de plantas com flores. O gênero possui uma distribuição pantropical e os membros do gênero são árvores pequenas do sub-bosque em florestas tropicais. Algumas espécies estão ameaçadas ou enfrentando extinção devido ao desmatamento, especialmente as espécies da África Central e do Pacífico.
Muitas espécies, incluindo Psychotria viridis, produzem a substância química psicodélica dimetiltriptamina (DMT).

## Espécies selecionadas
- Psychotria abdita
- Psychotria acutiflora
- Psychotria adamsonii
- Psychotria alsophila
- Psychotria angustata
- Psychotria atricaulis
- Psychotria beddomei
- Psychotria bimbiensis
- Psychotria bryonicola
- Psychotria camerunensis
- Psychotria capensis
- Psychotria carronis
- Psychotria carthagenensis
- Psychotria cathetoneura
- Psychotria cernua'
- Psychotria chalconeura
- Psychotria chimboracensis
- Psychotria clarendonensis
- Psychotria clusioides
- Psychotria colorata
- Psychotria congesta
- Psychotria cookei
- Psychotria crassipetala
- Psychotria cuneifolia
- Psychotria cyathicalyx
- Psychotria dallachiana
- Psychotria dasyophthalma
- Psychotria densinervia
- Psychotria deverdiana
- Psychotria dolichantha
- Psychotria domatiata
- Psychotria dubia
- Psychotria dura
- Psychotria elachistantha
- Psychotria expansa
- Psychotria fernandopoensis
- Psychotria foetens
- Psychotria forsteriana
- Psychotria franchetiana
- Psychotria fusiformis
- Psychotria gardneri
- Psychotria glandulifera
- Psychotria globicephala
- Psychotria grandiflora
- Psychotria grantii
- Psychotria greenwelliae
- Psychotria guerkeana
- Psychotria hanoverensis
- Psychotria hierniana
- Psychotria hobdyi
- Psychotria insularum
- Psychotria lanceifolia
- Psychotria ligustrifolia
- Psychotria longipetiolata
- Psychotria loniceroides
- Psychotria macrocarpa
- Psychotria marchionica
- Psychotria mariana
- Psychotria mariniana
- Psychotria megalopus
- Psychotria megistantha
- Psychotria minimicalyx
- Psychotria moseskemei
- Psychotria nervosa
- Psychotria peteri
- Psychotria petitii
- Psychotria plicata
- Psychotria plurivenia
- Psychotria podocarpa
- Psychotria pseudoplatyphylla
- Psychotria punctata
- Psychotria raivavaensis
- Psychotria rhonhofiae
- Psychotria rimbachii
- Psychotria rostrata
- Psychotria rufipilis
- Psychotria saloiana
- Psychotria siphonophora
- Psychotria sodiroi
- Psychotria sordida
- Psychotria speciosa
- Psychotria srilankensis
- Psychotria tahitensis
- Psychotria taitensis
- Psychotria tenuifolia
- Psychotria trichocalyx
- Psychotria tubuaiensis
- Psychotria viridis
- Psychotria waasii
- Psychotria woytkowskii
- Psychotria zombamontana